# Степанець Олександр Іванович
Олекса́ндр Іва́нович Степане́ць (нар.24 травня 1942, с. Комарівка, Борзнянського району, Чернігівської області — пом.13 жовтня 2007, м. Київ) — український математик, член-кореспондент НАН України (1997), лауреат Державної премії України в галузі науки і техніки (2013).

## Біографічні відомості

### Життєпис
Народився в селі Комарівка на Чернігівщині у родині сільського вчителя.
Закінчивши 1959 року зі срібною медаллю Комарівську середню школу, до вступу в 1960 році на механіко-математичний факультет Київського державного університету імені Тараса Шевченка працював в колгоспі.
У 1965 році закінчив механіко-математичний факультет Київського державного університету імені Тараса Шевченка.
У жовтні 1965 року почав працювати на посаді інженера в Інституті математики АН УРСР, до аспірантури якого вступив 1967 року, закінчивши її вже у 1968 р., достроково представивши до захисту дисертації, написану під керівництвом В. К. Дзядика.
У 1969 р. Олександр Степанець успішно захистив кандидатську дисертацію «О некоторых линейных процесах приближения функций», а у 1974 р. — докторську дисертацію «Исследования по экстремальным задачам теории суммирования рядов Фурье».
В 1981 р. О. І. Степанця обрано на посаду завідувача лабораторії гармонічного аналізу відділу теорії функцій Інституту математики НАН України, а наступного року йому було присвоєне вчене звання професора.
З 1990 року він був завідувачем відділом теорії функцій Інституту математики НАН України, а 1996 року обійняв посаду заступника директора з наукової роботи Інституту математики НАН України.
1993 року він став членом бюро Відділення математики Національної академії наук України
У 1997 році О. І. Степанця було обрано членом-кореспондентом НАН України.
Впродовж багатьох років він очолював спеціалізовану вчену раду по захисту дисертацій в Інституті математики НАН України.
З 90-х років XX століття О. І. Степанець був керівником регулярних семінарів з теорії функцій в Інституті математики НАН України, а також був організатором ряду міжнародних конференцій з теорії наближень.
Олександр Степанець був головою видавничої ради Інституту математики НАН України, відповідальним редактором збірників праць Інституту математики НАН України з теорії наближення функцій, членом редакційних колегій «Українського математичного журналу» та «Українського математичного вісника».
У квітні 2007 року О. Степанця було обрано Почесним професором Слов'янського державного педагогічного університету.
Помер науковець у Києві 13 жовтня 2007 року. Похований на Берковецькому кладовищі в Києві.
В пам'ять про О. І. Степанця проведено Міжнародну конференцію «Теорія наближення функцій та її застосування» (м. Кам'янець-Подільський, 28 травня — 3 червня 2012 року)

### Науковий доробок
До напрямків наукових досліджень Олександра Степанця належали проблеми теорії функцій, теорії апроксимації, теорії рядів Фур'є, гармонічного аналізу, інтегральних перетворень.
Великий вплив на формування наукових інтересів О. І. Степанця справило багаторічне спілкування з такими видатними математиками як В. К. Дзядик, М. П. Корнєйчук, С. М. Нікольський та С. Б. Стечкін.
Його фундаментальні дослідження з теорії підсумовування рядів та інтегралів Фур'є, теорії наближення функцій однієї та багатьох дійсних змінних, теорії наближення функцій комплексної змінної склали вагомий внесок у розвиток математичного аналізу. У 70-х роках XX століття О. Степанець створив методи, що дозволяють розв'язувати відому задачу Колмогорова- Нікольського на класах функцій, що визначаються модулями неперервності, і розповсюдив на функції багатьох змінних відому лему Корнєйчука-Стєчкіна. Зокрема, він знайшов асимптотичні рівності для відхилень кратних прямокутних сум Фур'є та сферичних сум Рісса-Бохнера на класах Гельдера функцій багатьох змінних.
У 80—90-х роках XX століття Олександр Степанець запропонував новий підхід до класифікації періодичних функцій, що базувався на поняттях (ψ,β)-похідної та ψ-інтеграла, який дозволив здійснювати досить тонку класифікацію надзвичайно широких множин періодичних функцій. За відносно невеликий проміжок часу для запроваджених ним класів було отримано розв'язки цілого ряду задач теорії наближення функцій, які до цього були відомі для класів Вейля-Надя. При цьому результати, які отримано для вказаних класів, з одного боку мають загальний характер, а з іншого виявляють низку нових ефектів, які у шкалах раніше відомих класів не могли бути поміченими.
О. І. Степанець одержав ряд глибоких остаточних результатів, пов'язаних з наближенням локально сумовних функцій, заданих на дійсній осі, з наближенням інтегралів типу Коші на спрямовних жорданових кривих комплексної площини та з сильним підсумовуванням ортогональних розвинень інтегровних функцій.
В останні роки життя Олександр Іванович активно займався дослідженням апроксимативних властивостей лінійних просторів Sp та їх узагальнень. Він розв'язав низку екстремальних задач і, зокрема, задачу про найкраще наближення, задачу про найкраще n-членне наближення та задачу про поперечники за Колмогоровим q-еліпсоїдів в цих просторах.
У творчому доробку О. І. Степанця 7 монографій та більше 200 наукових праць. Результати його досліджень отримали широке визнання як в Україні так і за її межами, про що свідчить, зокрема, перевидання його монографій англійською мовою авторитетними закордонними видавництвами (Kluwer Academic Publisher Group, VSP (Utrecht, Boston, Köln, Tokyo) та ін.).

### Педагогічна діяльність
Плідну наукову працю вчений поєднував з блискучою педагогічною діяльністю, спрямованою на залучення обдарованої талановитої молоді до активної математичної роботи. Впродовж багатьох десятиліть він читав основні і спеціальні курси з математичного аналізу для студентів Київського політехнічного інституту, Волинського державного університету, Кам'янець-Подільського державного університету, Слов'янського державного педагогічного університету.
Олександр Степанець створив математичну школу, яка налічує 9 докторів і 27 кандидатів наук.
Доктори фізико-математичних наук (рік захисту)
| - Кушпель Олександр Костянтинович (1991 р.) - Пачуліа Ніазбей Лукіч(1992 р.) - Задерей Петро Васильович (1993 р.) - Романюк Анатолій Сергійович (1996 р.) - Рукасов Володимир Іванович (2003 р.) | - Сердюк Анатолій Сергійович (2006 р.) - Ласурія Роберт Андрійович (2007 р.) - Голуб Анатолій Петрович (2010 р.) - Савчук Віктор Васильович (2012 р.) |

Кандидати фізико-математичних наук (рік захисту)
| - Сапіліді Тамара Михайлівна (1980 р.) - Задерей Надія Миколаївна (1982 р.) - Філіповський Віктор Григорович (1982 р.) - Грона Вадим Леонідович (1984 р.) - Бушев Дмитро Миколайович (1985 р.) - Сорич Ніна Миколаївна (1985 р.) - Новікова Ганна Костянтинівна (1986 р.) - Жукіна Олена Іванівна (1988 р.) - Кулик Ганна Миколаївна (1988 р.) | - Ковальська Ірина Борисівна (1988 р.) - Ковальчук Ігор Романович (1988 р.) - Сорич Віктор Андрійович (1990 р.) - Дрозд В'ячеслав Володимирович (1990 р.) - Дзімістарішвілі Муртаз Гуєвич (1990 р.) - Харкевич Юрій Ілліодорович (1991 р.) - Новіков Олег Олексійович (1991 р.) - Романюк Віктор Сергійович (1992 р.) - Островська Ольга Володимирівна (1994 р.) | - Репета Леся Анатоліївна (1995 р.) - Гнатюк Юрій Васильович (1997 р.) - Федоренко Олексій Сергійович (2001 р.) - Савчук Марина Володимирівна (2003 р.) - Шидліч Андрій Любомирович (2004 р.) - Соколенко Ігор Володимирович (2005 р.) - Гудима Уляна Василівна (2006 р.) - Овсій Євген Юрійович (2009 р.) - Войтенко Сергій Петрович (2010 р.) |

### Монографії О.І.Степанця

Могила О. І. Степанця на Берковецькому цвинтарі

- Равномерные приближения тригонометрическими полиномами. — Киев: Изд-во «Наук.думка», 1981. — 340 c.
- Классификация и приближение периодических функций. Киев: Наукова думка, 1987. — 268 c.
- Classification and Approximation of Periodic Functions. DORDRECHT, Kluwer, 1995 (Mathem.and its Applic. Vol.333). — 360p.
- Uniform Approximations by Trigonometric Polinomials. — Utrecht, Boston, Tokyo: VSP, 2001. — 483 p.
- Методы теории приближений: В 2 ч. — Киев: Ин-т математики НАН Украины, 2002. — Ч.I. — 427 с.
- Методы теории приближений: В 2 ч. — Киев: Ин-т математики НАН Украины, 2002. — Ч.II. — 468 с.
- Methods of Approximation Theory. — VSP: Leiden, Boston, 2005. — 919 p.
- Приближения суммами Валле Пуссена . — Киев: Ин-т математики НАН Украины, 2007. — 386 c. (спільно з В. І. Рукасовим та С. О. Чайченком)

### Нагороди
- Лауреат Республіканської премії ім. М. Островського (1974)
- Медаль «В пам'ять 1500-річчя Києва» (1982)
- Лауреат премії ім. М. В. Остроградського НАН України (2000)
- Заслужений діяч науки і техніки України (2002)
- Почесна грамота Кабінету Міністрів України(2003)
- Медаль «Почесний професор Волинського державного університету» (2005)
- Лауреат премії ім. М. М. Крилова НАН України (2007)
- Почесний професор Слов'янського державного педагогічного університету (2007)
- Державна премія України в галузі науки і техніки 2012 року — за цикл наукових праць «Дискретні та функціональні методи теорії наближення та їх застосування» (у складі колективу; посмертно)[2]

### Родина
8 липня 1965 р. одружився з Ніною Тювіною, тоді студенткою механіко-математичного факультету Київського державного університету імені Тараса Шевченка, згодом доцентом, кандидатом фізико-математичних наук. 3 квітня 1972 р. у його родині народилась донька Марія.